# Oedignatha albofasciata
Oedignatha albofasciata är en spindelart som beskrevs av Embrik Strand 1907. Oedignatha albofasciata ingår i släktet Oedignatha och familjen flinkspindlar. Inga underarter finns listade i Catalogue of Life.